# 133

133(백삼십삼)은 132보다 크고 134보다 작은 자연수다.

## 수학
- 합성수로, 그 약수는 1, 7, 19, 133이다. 진약수의 합은 27이므로, 133은 부족수다.
  - 44번째 반소수다. 앞의 반소수는 129, 다음 반소수는 134다.
- 7번째 팔각수다. 앞의 팔각수는 96, 다음 팔각수는 176이다.
- {\displaystyle 133=4^{2}+6^{2}+9^{2}}
  - 서로 다른 세 자연수의 제곱합으로 나타낼 수 있는 수다.
- {\displaystyle 133=2^{3}+5^{3}}
  - 서로 다른 두 자연수의 세제곱합으로 나타낼 수 있는 수다.
- {\displaystyle 20^{2}-1}은 133으로 나누어떨어진다.

## 과학·기술
- NGC 133: 카시오페이아자리 방향에 있는 구상성단.
- 세아트 133(영어판): 세아트의 소형 승용차.

## 교통

### 철도
- 수도권 전철 1호선 서울역의 역번호.
- 부산 도시철도 1호선 범어사역의 역번호.
- 대구 도시철도 1호선 칠성시장역의 역번호.

### 도로
- 일본 133번 국도: 가나가와현 요코하마시 나카구의 요코하마항에서 사쿠라기정 1정목 교차로까지 이어지는 일본의 국도.

## 군사
- U-133(영어판, 독일어판): 제2차 세계 대전에 사용된 나치 독일의 군용 잠수함. 제1차 세계 대전에 사용될 예정이던 동명의 모델도 있었으나, 완성되지 못했다.

## 문화유산
- 대한민국의 국보 제133호: 청자 동화연화문 표주박모양 주전자
- 대한민국의 보물 제133호: 구례 화엄사 서 오층석탑
- 대한민국의 사적 제133호: 강화 고려궁지

## 방송
- 스카이라이프의 리얼TV 채널 번호.
- 지니 TV의 스크린골프존 채널 번호.
- B tv의 중화TV 채널 번호.
- U+ TV의 원스 채널 번호.
- B tv 케이블의 채널W 채널 번호.

## 기타
- 연도: 133년, 기원전 133년